# Cupido lefebvrii
Cupido lefebvrii är en fjärilsart som beskrevs av Jean Baptiste Godart 1823. Cupido lefebvrii ingår i släktet Cupido och familjen juvelvingar. Inga underarter finns listade i Catalogue of Life.